# Ветловка (Ульяновська область)
Ветловка (рос. Ветловка) — селище в Кузоватовському районі Ульяновської області Російської Федерації.
Населення становить 44 особи. Входить до складу муніципального утворення Спешневське сільське поселення.

## Історія
Від 2004 року входить до складу муніципального утворення Спешневське сільське поселення.

## Населення
| 2010 |
| ---- |
| 44   |